# Lester (Alabama)
Lester es un pueblo ubicado en el condado de Limestone en el estado estadounidense de Alabama. En el censo de 2000, su población era de 248.

## Demografía
En el 2000 la renta per cápita promedia del hogar era de $ 37 083$, y el ingreso promedio para una familia era de 44 688$. El ingreso per cápita para la localidad era de 16 073$. Los hombres tenían un ingreso per cápita de 31 250$ contra 14 643$ para las mujeres.

## Geografía
Lester está situado en 34°59′3″N 87°8′52″O / 34.98417, -87.14778 (34.984304, -87.147909)
Según la Oficina del Censo de los EE. UU., la ciudad tiene un área total de 1.83 millas cuadradas (4.74 km²).